# Cunit
Cunit – gmina w Hiszpanii, w prowincji Tarragona, w Katalonii, o powierzchni 9,65 km². W 2011 roku gmina liczyła 12 626 mieszkańców.